# Tomasz Czubak
Tomasz Czubak, född den 16 december 1973, är en polsk före detta friidrottare som tävlade i kortdistanslöpning.
Czubak deltog vid EM 1998 där han ingick i det polska stafettlaget på 4 x 400 meter som blev silvermedaljörer. Vid VM 1999 noterade han ett polskt rekord på 400 meter när han sprang på 44,62. Trots detta tog han sig inte vidare till finalen. Däremot blev han guldmedaljör i stafett vid samma mästerskap tillsammans med Piotr Haczek, Robert Mackowiak och Jacek Bocian. Laget slutade ursprungligen tvåa men då Antonio Pettigrew i det vinnande amerikanska laget varit dopad blev Polen guldmedaljörer.